# Bassina pachyphylla
Bassina pachyphylla is een tweekleppigensoort uit de familie van de Veneridae. De wetenschappelijke naam van de soort is voor het eerst geldig gepubliceerd in 1839 door Jonas.